# شركة هندوستان للمبيدات الحشرية
شركة هندوستان لمبيدات الحشرات المحدودة (HIL) هي شركة حكومية تحت ملكية وزارة الكيماويات و الأسمدة,و تابعة لحكومة الهند.   تم تأسيسها في مارس من عام 1954م من أجل البدء في إنتاج مادة الـ دي دي تي للبرنامج الوطني للقضاء على الملاريا.  منذ ذلك الحين توسعت مجموعة منتجاتها لتشمل المبيدات الحشرية و مبيدات الأعشاب و مبيدات الأعشاب و مبيدات الفطريات. 
HIL هي أكبر منتج للـ دي دي تي في العالم. تمتلك الشركة ثلاث وحدات تصنيع, تقع في اوديوغاماندال بالقرب من كوتشي (جنوب الهند), و رازاياني بالقرب من مومباي (غرب الهند) و Bathinda في البنجاب (شمال الهند). توفر الشركة فرص عمل لما يقرب من 1300 شخص.
تخطط HIL لمواصلة توسيع عمليات إنتاج البذور و الأسمدة.

## روابط خارجية
- الموقع الرسمي